# Bella Sidney Woolf
Bella Sidney Woolf OBE (* im Dezember 1877 in London, England; † im Dezember 1960) war eine britische Autorin. Sie war die Schwester von Leonard Woolf und in ihrer zweiten Ehe mit Thomas Southorn verheiratet. Sie ist außerdem als Bella Sidney Woolf Southorn, Mrs. W. T. Southorn, Mrs. H. R. Lock und Lady Southorn bekannt.

## Leben
Woolf war eins von zehn Geschwistern ihrer Eltern Marie (geborene de Jongh) und Solomon Rees Sydney, einem jüdischen Barrister, der bereits 1892 verstarb.
Ende 1907 reiste sie nach Sri Lanka (damals Ceylon), um ihren Bruder Leonard Woolf zu besuchen, der dort beim Ceylon Civil Service in Kandy stationiert war. In den folgenden Monaten lernte sie den stellvertretenden Direktor des Königlichen Botanischen Gartens von Sri Lanka Robert Heath Lock kennen. Sie heirateten entweder bereits zu dieser Zeit oder, was eher wahrscheinlich ist, erst später im Jahr 1910. Im August 1908 kehrte sie jedenfalls gemeinsam mit ihrem Bruder nach England zurück, der kurz darauf eine Beförderung zum Agenten der Strafverfolgungsbehörde von Hambantota annahm.
1921 heiratete sie im Alter von etwa 44 Jahren zum zweiten Mal und wurde die Ehefrau von Thomas Southorn, den sie bereits zuvor in Sri Lanka über ihren Bruder kennengelernt hatte. Ab dieser Zeit nutzte sie manchmal den Namen Bella Woolf Southorn, manchmal auch Bella Sidney Southorn. Ihre Bücher erschienen jedoch weiterhin unter ihrem ursprünglichen Namen Bella Sidney Woolf.
Sie genoss ihr Leben als Ehefrau eines Mitglieds des Colonial Civil Service in vollen Zügen und war fasziniert von den vielen unterschiedlichen Orten, an denen sie leben konnte. Dies beeinflusste auch ihre Bücher, die sowohl aus dem Bereich der Fiktion als auch der Reiseführer kamen.
Während ihrer Zeit in Hongkong war sie gemeinnützig tätig und war unter anderem von 1926 bis 1936 Bevollmächtigte der Hong Kong Girl Guides Association. 1935 wurde ihr der Order of the British Empire (OBE) verliehen.

## Tätigkeit als Autorin
Woolf schrieb sowohl Fiktionale als auch Nicht-Fiktionale Texte. In beide brachte sie ihre Erfahrungen ein, die sie aufgrund der vielen Versetzungen ihres Mannes in unterschiedlichen britischen Kolonien sammeln konnte. Daraus entstanden Geschichten und Romane, aber auch Reiseführer über lokale Gegebenheiten, Sitten und Einwohner. Sie schrieb außerdem über aktuelle Ereignisse.
Ihr Werk How To See Ceylon erschien 1914 und enthielt ihre Erfahrung über gemeinsam mit ihrem Ehemann durchgeführten Ausflüge mit dem Auto „die sonnigen Straßen von Ceylon entlang“. Es wird heute als erster Reiseführer im Taschenbuchformat über die Insel angesehen. Drei weitere Auflagen folgten 1922, 1924 und 1929. Während Tom 1936 Gouverneur von Gambia war, schrieb sie eine detaillierte Betrachtung der Geschichte des kleinen westafrikanischen Territoriums.
Ihre Herangehensweise war für die Zeit sehr liberal. Sie sah einen Wert in den Kulturen, die das britische Empire umfasste, und war besorgt über die Erosion, die sie bei ihnen bemerkte. So schrieb sie über Ceylon: „Es ist bedauernswert, dass so viele Ureinwohner den britischen Kleidungsstil annehmen und dabei übersehen, dass es all ihre Individualität und ihren orientalischen Anmut zerstört.“
Woolf schrieb darüber hinaus auch Kinderbücher, die alle ebenfalls auf ihren Erfahrungen aus Übersee beruhen. Besonders populär waren The Twins in Ceylon und seine Fortsetzungen.

## Bedeutende Veröffentlichungen
- Bella Sidney Woolf: Jerry and Joe. A tale of the two Jubilees. With illustrations by H. C. Preston Macgoun. Oliphant & Co., Edinburgh, London 1897 (englisch).
- Bella Sidney Woolf: All in a castle fair. Cassell & Co., London, New York 1900 (englisch).
- Bella Sidney Woolf, Ewan Frances: Dear sweet Anne. or, The mysterious veres. Collins’ Clear-Type Press, London, Glasgow (englisch).
- Bella Sidney Woolf, Rosa C. Petherick: Golden house. Thomas Nelson and Sons, London (englisch, zwischen 1920? und 1924).
- Bella Sidney Woolf: The twins in Ceylon. Duckworth, London 1909 (englisch, dto. Nachfolgeband More about the twins in Ceylon [London 1911]).
- Bella Sidney Woolf: How to see Ceylon. Times of Ceylon Co., Fort Colombo 1929 (englisch, 1. Auflage 1914, …, 4. Auflage 1929).
- Bella Sidney Woolf: Right against might. the great war of 1914. W. Heffer, Cambridge 1914 (englisch, Teilweiser Neudruck aus dem Walsall observer und dem South Staffordshire chronicle).
- Bella Sidney Woolf: Eastern Star-Dust. The Times of Ceylon Company, Ltd., Colombo 1922 (englisch).
- Bella Sidney Woolf, P. B. Hickling: The Strange Little Girl. Thomas Nelson and Sons, London 1922 (englisch).
- Bella Sidney Woolf: Little Miss Prue. In: Velhagen & Klasings Sammlung französischer und englischer Schulausgaben. English authors. Band 131. Velhagen & Klasing, Bielefeld, Leipzig 1925 (Englisches Original London 1907.).
- Bella Sidney Woolf: Chips of China. Kelly & Walsh, Hongkong 1930 (englisch).
- Bella Sidney Woolf: From Groves of Palm. W. Heffer, Cambridge 1924 (englisch).
- R. H. Lock; L. Doncaster; Bella Sidney Woolf: Recent progress in the study of variation, heredity and evolution. Biographical note by Bella Sidney Woolf (Mrs. R. H. Lock). London 1916 (englisch, Neuauflage Pranava Books 2009).